# Judith Thomalsky
Judith Thomalsky ist eine deutsche Prähistorikerin mit der Spezialisierung auf Iranische Archäologie.

## Leben und Leistungen
Judith Thomalsky wurde im Juni 2010 bei Martin Bartelheim an der Universität Tübingen für das Fach Ur- und Frühgeschichte promoviert, Zweitgutachterin war Barbara Helwing. Ihre Dissertation verfasste sie zum Thema Lithische Industrien im Vorderasiatischen und Ägyptischen Raum. Untersuchungen zur Organisation lithischer Produktion vom späten 6. bis zum ausgehenden 4. Jahrtausend v. Chr. Angeregt wurde die Arbeit von Dina Faltings, die Thomalsky mit den lithischen (Gestein) Kleinfunden vertraut machte und ihr das Fundmaterial aus Buto aus den Grabungskampagnen von 1995 bis 1999 zur Publikation überließ. Daneben publizierte sie die lithischen Artefakte aus Arisman und Darreh-ye-Bolgahi und betrachtete auch die lithischen Industrien (Steingeräteindustrien), die zwischen beiden Fundregionen lagen.
2015 wurde Thomalsky in Nachfolge von Barbara Helwing Referentin für Iranische Archäologie und Leiterin der Außenstelle Teheran des Deutschen Archäologischen Instituts (DAI). Damit ist sie für die Arbeiten der der Eurasien-Abteilung des DAI zugeordneten Außenstelle von der Prähistorie bis in islamische Zeit verantwortlich. Neben der Beschäftigung mit dem iranischen Neolithikum und den lithischen Industrien forscht sie somit beispielsweise zur Zitadelle Tabriz, in Tappe Rivi in Nord-Khorasan und Tappe Pahlavan sowie in den Projekten Monitoring Bisotun und TeheranDigital.
Thomalsky ist seit 2015 Ordentliches Mitglied des DAI. Sie ist Chefredakteurin der Archäologischen Mitteilungen aus Iran und Turan.

## Publikationen (Auswahl)
- Lithische Industrien im Vorderasiatischen und Ägyptischen Raum. Untersuchungen zur Organisation lithischer Produktion vom späten 6. bis zum ausgehenden 4. Jahrtausend v. Chr. Universitätsbibliothek Tübingen, Tübingen 2012, urn:nbn:de:bsz:21-opus-63978.